# Parawithius schlingeri
Parawithius schlingeri es una especie de arácnido del orden Pseudoscorpionida de la familia Withiidae.

## Distribución geográfica
Se encuentra en Perú.